# Liste des épisodes de Fanfreluche
 (janvier 2024).

## Épisodes deLa Boîte à Surprise
Durant la saison 1967-1968, le format de La Boîte à Surprise est modifié.  Il n'y a qu'une série par épisode.  Il y a eu plusieurs épisodes de Fanfreluche de diffusés mais dans plusieurs cas le titre n’était pas indiqué dans la brochure Ici Radio-Canada – horaire de la télévision.  Ces épisodes seront tous rediffusés dans la série Fanfreluche.

## Saison1967-1968

### Le Poisson rouge
Diffusion : 28 mars 1968
Premier épisode de la série. Il était une fois un vieux pêcheur russe, et ce vieux pêcheur avait une femme qui n’avait pas très bon caractère. Ce couple, habitait une vieille maison, qui s’appelle isba en russe. Tous les jours, le vieux pêcheur allait pêcher et, un bon matin, il prit un poisson rouge qui n’était pas comme les autres : il parlait. Ce petit poisson rouge supplia le vieux pêcheur de le remettre à l’eau en l’assurant qu’il lui donnerait tout ce qu’il demanderait. Mais rien ne permet de rendre heureux à la fois le vieux pêcheur et sa femme. C’est Fanfreluche qui va retrouver le poisson rouge et fait le vœu que la femme ait un bon caractère. Avec Lionel Villeneuve (le vieux pêcheur russe), Janine Sutto (la femme du pêcheur), Aubert Pallascio (un serviteur), Michel Boudot (l’accordéoniste), Lucille Canuel Papineau et Irène Leblanc.  
Le titre du livre de Fanfreluche est écrit en russe et signifie « L’histoire du pêcheur et son petit poisson rouge »[réf. nécessaire].

### Pinocchio
Diffusion : 11 avril 1968
Un vieux menuisier surnommé Antonio prit une bûche, commença à enlever l’écorce, et la bûche se mit à parler.  Effrayé, il donna la bûche à son ami Gepetto.  Celui-ci en sculpta un pantin qu’il nomma Pinocchio et se prit d’affection pour ce petit pantin, ignorant qu’il lui causerait bien des soucis.  Avec Lionel Villeneuve (Gepetto), Christine Olivier (Pinocchio) et Yves Massicotte (Antonio) 

### Le Conte de Fanfreluche(Le roi, la reine et la sorcière)
Diffusion : 18 avril 1968
Il était une fois un roi et une reine, très beaux, qui avaient un bébé toujours gai.  Par un jour d’orage, une vilaine sorcière changea la reine en sorcière et prit sa place au château.  Le bébé rieur se mit à pleurer et pleura toujours de plus en plus.  Le roi offrira une forte récompense à celui ou celle qui pourrait redonner la gaieté au bébé.  Après plusieurs essais infructueux, un beau jour, la sorcière, qui était auparavant la reine, revint au château et fit rire le bébé.  Elle redevint reine, et toute la famille royale vécut heureux.  Avec  Benoît Girard (le roi), Andrée Lachapelle (la reine), Hélène Loiselle (la sorcière), Yves Massicotte (un sujet du royaume) et Dominique Lefort (le bouffon du roi).  

### Les Habits Neufs de l'empereur
Diffusion : 25 avril 1968
Un tailleur futé passe chez Fanfreluche avant de se rendre chez l’empereur.  Il montre à Fanfreluche quelques esquisses et quelques étoffes qui pourraient lui faire de très jolies choses.  Parmi ces tissus merveilleux, il y en a un d’invisible aux sots, mais que les gens intelligents (d’après le tailleur) peuvent voir.  Bien attendu, Fanfreluche ne voit pas le tissu et en fait l’aveu.  Cependant, l’empereur ne voulant pas paraître un sot, jouera le jeu et fera croire qu’il voit le tissu.  D’autant plus que son ministre semble voir ce tissu parfaitement.  La vérité, c’est qu’il n’y a jamais eu de tissu.  Avec Guy Hoffmann (l’empereur), François Tassé (le tailleur) et Gaétan Labrèche (le ministre).

### Alice au pays des merveilles
Diffusion : 30 mai 1968
Après avoir lu Alice au pays des merveilles, Fanfreluche vit les extraordinaires aventures d’Alice.  Elle prend le thé avec le lapin blanc et le chapelier fou et elle a failli se faire couper la tête en dansant en faisant des faux pas.  Avec Janine Sutto (la reine de cœur), Gaétan Labrèche (le lapin blanc), Jacques Galipeau (le chapelier fou), Yvon Bouchard (3 de carreau), Jean Leclerc (4 de carreau).

## Saison1968-1969

### La Princesse sur un pois
Diffusion : jeudi 22 août 1968, à 16 :30
Fanfreluche se rend au château du prince afin de l’épouser, mais elle doit d’abord se soumettre à une série d’épreuves pour prouver qu’elle est bien une princesse digne du prince.  Elle devra porter une couronne et dormir sur un lit très épais qui est censé contenir un pois.  Mais le chambellan veille à ce qu’aucune candidate ne réussisse les épreuves.  Avec Gisèle Schmidt (la reine), Armand Labelle (le prince), Marc Favreau (le chambellan qui est en réalité le cousin du roi).

### Le Petit Chaperon rouge
Diffusion : jeudi 5 septembre 1968, à 16:30
Fanfreluche s’apprête à raconter l’histoire du Petit Chaperon rouge quand Pierrot la Lune vient se plaindre qu’il a faim.  Voulant l’aider, Fanfreluche invite son ami à la suivre à l’intérieur du conte et à y jouer le grand méchant loup : « Comme ça, dit-elle, tu pourras manger la mère-grand, la galette et le Petit Chaperon rouge. ».  Le doux Pierrot hésite, puis accepte.  Mais sa gentillesse l’empêche de dévorer la pauvre vieille…qui mange la galette !  Déçu, affamé, Pierrot demande alors de tout recommencer en changeant les rôles.  Et le voilà qui change de rôle, sans réaliser qu’il n’est pas le seul à avoir… une faim de loup!  Le vrai loup finit par dévorer Fanfreluche et Pierrot la Lune mais heureusement, il s’agit d’un conte et tous les deux finissent par s’échapper et manger la galette avec le petit pot de beurre.  Avec François Tassé (Pierrot la Lune), Marc Favreau (le loup), Lucille Papineau (la mère-grand), Irène Leblanc (possiblement hors champ - la mère du Petit Chaperon rouge).  

### Le Souhait de Noël
Diffusion : 18 décembre 1968 
À l’approche de Noël, Fanfreluche tente désespérément de dresser sa liste de suggestions de cadeaux et de terminer ses achats pour ses amis.  Elle se rend dans une boutique d’objets fantastiques pour acheter ses cadeaux.  Mais elle n’a pas beaucoup d’argent.  Le propriétaire de la boutique lui propose alors l’achat de trois boules magiques qui lui permettrons d’exaucer trois vœux. Elle utilise la première pour souhaiter qu’un client ne soit plus triste et la seconde pour que le propriétaire ne soit plus fâcher.  Tout considérer, Fanfreluche décide d'utiliser la troisième boule pour souhaiter un joyeux Noël à tous ses amis.  Avec Guy L'Écuyer (le propriétaire de la boutique),    Micheline Gérin (la mère du propriétaire), Jacques Galipeau (le client de la boutique).

### Le Soldat en pain d'épice
Diffusion : mercredi 1er janvier 1969, à 16:30
Fanfreluche aide le Soldat en pain d’épice qui a perdu une jambe à se défendre contre les souris qui veulent le manger lors d'une dégustation de thé.  Fanfreluche réussira à cuire une autre jambe en pain d'épice pour le soldat.  Avec Hélène Loiselle (la souris) et Jean Perraud (le soldat en pain d'épice).  Avec également les voix de  Ghislaine Paradis, Christine Olivier et Nicole Garon (les autres souris).

### Yousep, le gai joueur de flûte
Diffusion : mercredi 7 janvier 1969, à 16:30
Youssep, joueur de flûte, se promenant dans le bois, rencontre une princesse.  Avec Nicole Garon (la princesse), François Tassé (le Prince), Roger Garand (le roi), et la voix de Christine Olivier.  

### En Grèce mythologique
Diffusion : mercredi 15 janvier 1969, à 16:30
Nous remontons à l’époque de la Grèce mythologique, Fanfreluche nous fait voir comment elle était avec sa famille.  Avec Janine Sutto (la mère), Sophie Clément (miroir), Yvan Canuel (la chèvre) et Thomas Donohue (Narcisse).  

### Hansel et Gretel
Diffusion : mercredi 22 janvier 1969
Fanfreluche raconte l’histoire d’un petit frère et d’une petite sœur très pauvres.  Ils se retrouvent tous les deux devant la maison en chocolat et friandises de la sorcière qui planifient de les manger.  En tentant d’aider Hansel et Gretel, Fanfreluche se fait capturer à leur place.  Finalement, la sorcière se fait avoir et tombe dans le four.  Avec Alain Gélinas (Hansel), Christine Olivier (Gretel) et Hélène Loiselle (la Sorcière).  

### Les Sorts de la sorcière
Diffusion : mercredi 29 janvier 1969, à 16:30
Fanfreluche demande aux enfants quel conte elle doit leur raconter aujourd’hui.  La sorcière arrive, veut tirer un conte au sort et jette des sorts à tout le monde.  Avec Hélène Loiselle, Jean-Marie Lemieux, François Tassé et Ghislaine Paradis.  

### Au pays des Indiens
Diffusion : 19 février 1969
Deux hommes, « Cœur de maïs » et « Tête rusée », aimaient une jeune fille, « Doux sourire ».  Tous deux souhaitaient l’épouser.  Pour déterminer celui à qui elle offrira son cœur, elle les met au défi de lui apporter ce qu’elle désire le plus au monde, la lune.  Jean Perraud (Cœur de maïs), Yvon Bouchard (Tête rusé), Nicole Garon (Doux sourire), Guy L'Écuyer (l’ours),  Emmanuelle Collin (la moufette), Robert Rivard (le vent). 

### La Tarte aux pommes
Diffusion : mercredi 9 avril 1969, à 16:30

### Le Brave Petit Tailleur
Diffusion : mercredi 14 mai 1969, à 16:30

### Argentile
Diffusion : mercredi 4 juin 1969, à 16:30

## Saison 1969 - 1970

### Rose Latulippe
Diffusion : mercredi 31 décembre 1969
Fanfreluche cherche le responsable du malheur arrivé à Rose Latulippe et pour prouver qu’elle peut tenir tête au diable, elle décide de revire l’histoire de Rose Latulippe.  La réception le soir du Mardi Gras commence et Fanfreluche prend part aux festivités.  Le diable arrive incognito.  Il envoûte Fanfreluche à tel point qu’elle en oublie qu’il faut arrêter de danser avant minuit, sinon le diable vous emporte.  C’est uniquement grâce à la musique de crédit de l’émission que le charme est rompu et que Fanfreluche s’en tire de justesse.  Avec Albert Millaire (le diable – Lucifer), Yves Létourneau (Arthur Latulippe, le père de Rose Latulippe), Denise Proulx (la mère de Rose Latullipe), Jean Perraud (Gabriel, le fiancé de Rose Latulippe) et François Tassé (Joe Violon).  

### Chez les Esquimaux
Diffusion : mercredi 7 janvier 1970.
Fanfreluche se demande ce qui se passe au pays des Esquimaux.  Elle ouvre son livre et voit un ours blanc endormi qui lui marmonne de revenir après sa sieste.  Elle voit ensuite des chiens attelés à un traîneau et un pingouin.  Deux Esquimaux l’invitent à monter à bord de leur traîneau.  Ils décident de faire une course pour arriver à leur igloo.  Ils auront l’aide de l’ours blanc et du pingouin.  Avec Jean Perraud (Ismoc), Guy L'Écuyer (Oulouic), Gilbert Chénier (l’ours blanc) et Marc Favreau (le pingouin).  

### Une histoire de détectives
Diffusion : le mercredi 30 septembre 1970
Mathilde, la tante de Fanfreluche a perdu ses lunettes. Elle soupçonne le loup du conte du Petit Chaperon rouge de lui avoir dérobé. Fanfreluche, sa nièce lui envoie deux détectives pour régler cette affaire.  Avec Kim Yaroshevskaya (tante Mathilde), Ronald France (Mystère), Yvon Thiboutot (Boule-de-gomme), et François Tassé (Le loup).  

### La Princesse, le Chevalier, le Roi et le Perroquet[7]
Diffusion : le mercredi 21 janvier 1970
Fanfreluche ouvre son livre et se fâche lorsqu’elle constate qu’un simple perroquet dit au roi comment gouverner son royaume. Elle va au secours de la princesse Isabelle et de son chevalier bien-aimé parti aux Croisades. Fanfreluche ne réussit qu’à faire enfermer le chevalier et à donner Isabelle pour fiancé à Dure-cœur, le monarque du pays voisin. C’est Isabelle qui réussira à faire ouvrir les yeux à son père le roi et faire en sorte que l’on laisse pas gouverner un pays par un perroquet. Avec Marcel Sabourin (le roi), Marie-Josée Longchamps (Isabelle), François Tassé (le Chevalier) et Robert Rivard (le garde du roi).

### Les Aventures de Don Quichotte
Diffusion : le mercredi 28 janvier 1970
En lisant les aventures de Don Quichotte de Cervantès, Fanfreluche doit tout faire pour convaincre le chevalier qu’elle n’est pas sa dulcinée. Don Quichotte souffre d’un défaut de la perception qui lui fait imaginer les choses autrement qu’ils le sont en réalité.  Avec Benoît Girard (Don Quichotte), Jean Perraud (Sancho Pança (ou Panza)) et Yves Massicotte (le cheval Rossinante).  

### Au théâtre de la foire
Diffusion : mercredi 4 février 1970
Fanfreluche se rend au cirque et rencontre Madame Dora, qui lui prédit son avenir. Elle assiste au spectacle d’un magicien et fait la rencontre du mime Pierrot. Fanfreluche trouve que Pierrot est pâle et qu’il doit se reposer. C’est alors qu’elle remplace maladroitement Pierrot dans le spectacle du magicien Alexandre. Tous les tours du magicien ratent et le magicien n'est pas content. Avec Hélène Loiselle (Madame Dora), Albert Millaire (le magicien Alexandre) et François Tassé (Pierrot).  

### Les Trois Épreuves
Diffusion : mercredi 11 février 1970
Fanfreluche raconte l’histoire d’un empereur japonais qui veut marier sa fille, la princesse Fleur de Cerisier, à un jeune noble de la région. Plusieurs prétendants se présentent pour subir les trois épreuves imposées par l’empereur : l’épreuve de la patience, l’épreuve de la poésie, l’épreuve du courage (i.e. vaincre l’ogre). Malgré tous ses pouvoirs le magicien sera vaincu par Toyo qui sera le plus rusé. Avec Yves Massicotte (l’empereur japonais), Elizabeth Lesieur (la princesse Fleur de Cerisier), Jean Perraud (le rusé magicien Yoshomori – l’ogre), Marc Bellier (Toyo).  

### L'Automobile - La voiture de Fanfreluche
Titre alternatif possible : « Fanfreluche: L'Automobile - La voiture de Fanfreluche ». Le titre varie selon les sources. 
Diffusion : mercredi 18 février 1970
Dans cet épisode apparaît James, the Butler qui a apparu avec Fanfreluche dans La Boîte à Surprise.
Fanfreluche reçoit la visite d’un représentant qui veut lui vendre une voiture. L’idée la transporte, mais elle ne connaît rien aux voitures.  Entre-temps, elle reçoit également la visite de « James, the Butler », un spécialiste dans la confection du thé et d’un vagabond qui passait par là. Avec Guy L'Écuyer (un vagabond), Marc Favreau (James, the Butler) et Claude Préfontaine (le représentant de voiture).

### Au pays de Cendrillon et ailleurs
Diffusion : mercredi 25 février 1970
Le prince charmant visite le palais de Buckingham et mentionne les princesses Margaret, Ann et Alice, ainsi que le prince Charles.
Après avoir ramassé le soulier de Cendrillon à la place du prince, Fanfreluche change le cours normal de l’histoire de Cendrillon. Elle tente par tous les moyens de réparer son erreur en partant à la recherche du prince pour que ce dernier puisse retrouver Cendrillon. C’est ainsi que Fanfreluche cherche le prince charmant à Londres, en Suisse et la Côte d’Azur. Lorsque Fanfreluche fini par retrouver le prince, elle apprend que la fée marraine est partie en vacance. Tout finit par entrer dans l’ordre et Cendrillon mariera son prince charmant. Avec Louise Turcot (Cendrillon), Jean-René Ouellet (le prince charmant), Mignon Elkins, Donald Mac Intyre, Sophie Clément, Micheline Gérin, Lucille Papineau et Pierre Régimbald.

### La Belle au bois dormant
Diffusion : 25 mars 1970
Fanfreluche, après avoir modifié le déroulement du conte, tente de corriger son erreur et de sauver la princesse des griffes du méchant sorcier pour faire en sorte qu’elle épouse son prince charmant.  En effet, elle a cru bien faire en invitant la fée Carabosse à voir la princesse, nouvellement née.  Mais tout tourne au tragique car la fée Carabosse jette un sort sur la princesse pour faire en sorte qu’elle marie son fils, le méchant sorcier.  Avec Jean Besré (le méchant sorcier), Jean Brousseau (le roi), Nicole Garon (la reine), Hélène Loiselle (la méchante fée Carabosse), Katerine Mousseau (la princesse) et François Tassé (le prince charmant).  

### La Sorcière Cric Crac
Diffusion : 20 mai 1970
Fanfreluche se déguise en sorcière Cric Crac pour aller au bal masqué. Le véritable sorcière Cric Crac décide de lui jouer un tour en animant les personnages du livre de costumes du costumier. Avec Hélène Loiselle (la sorcière Cric Crac), Yvon Bouchard (le costumier) et Christine Olivier (Pan).  

### Le Ramoneur, le Bonhomme de neige et le Petit Lucas
Diffusion : mercredi 27 mai 1970
Après avoir reçu le chapeau et le foulard du ramoneur, un bonhomme de neige prend vie, mais la bienveillance du ramoneur lui coûtera bientôt la vie puisqu’il fondra près du foyer où celui-ci l’avait placé.  Mais heureusement, dès l’hiver suivant, le bonhomme de neige reprendra vie. Avec Jean Perraud (le ramoneur), Gilbert Chénier (le bonhomme de neige) et Frédérique Collin (Lucas, le petit garçon).

### Le Roi de chocolat
Diffusion : mercredi 3 juin 1970
Fanfreluche décide de modifier l’histoire du roi de chocolat pour lui éviter une fin tragique. Fanfreluche lui montera les vertus de la saine alimentation et de l’exercice. Mais malgré tous ses efforts et ses encouragements, le roi revient à sa passion pour le chocolat. Avec Jean Besré (le roi de chocolat), Benoît Girard (le ministre de chocolat).

### Le Voyage à la lune
Diffusion : mercredi 16 septembre 1970.
Fanfreluche décide de partir pour la lune par le biais d’une fusée.  Au cours d’une promenade, elle tombe dans un cratère où elle rencontre une habitante de la lune qui part en voyage sur la terre. Avec Benoît Marleau (pilote de la fusée), Paul Hébert (touriste) et Monique Mercure (habitante de la lune).  

### Le Dernier Dragon
Diffusion : 21 octobre 1970
Pour éviter un combat entre son beau prince et le dragon, une princesse accepte de suivre ce dernier jusqu’à son château caché au beau milieu d’un vaste domaine. Le dragon tente en vain de conquérir la belle qui réussira à s’échapper du château en tricotant un foulard de laine immense qui jouera le rôle de chemin qui la mènera jusqu’à son prince bien-aimé. Dans cet épisode, nous retrouvons les souris qui sauront reprises pour les personnages de Nic et Pic. Avec Monique Lemieux (la princesse), Jean Perraud (le prince), Jean-Louis Millette (le Dragon), Micheline Gérin (l’un des papillons de nuit et l’une des souris), André Montmorency (Ernest, l’un des papillons de nuit et l’une des souris), Pierre Régimbald (manipulateur de marionnette) et Nicole Lapointe (manipulatrice de marionnette).  

### Le Cirque
Diffusion : mercredi 28 octobre 1970 à 16:30

### Le Petit Chaperon rouge (et le Roi)
Diffusion : 4 novembre 1970
Fanfreluche réussit à convaincre le roi de ne pas lui faire payer l’amende pour avoir passé dans son bois, à condition qu'elle lui raconte l’histoire du petit chaperon rouge. Mais le récit souffre de beaucoup d’interruptions. Avec Marcel Sabourin (le roi), Marc Favreau (le fou du roi – l’aide de camp, ainsi que la voix du loup), Bernadette Morin (possiblement, la mère et la mère-grand du petit chaperon rouge), Louise Matteau (possiblement, la voix du petit chaperon rouge), Pierre Régimbald (manipulateur de marionnette) et Nicole Lapointe (manipulatrice de marionnette).  
Dans cet épisode, Fanfreluche en voulant expliquer ce qu’est une bobinette dans la phrase « tire la chevillette et la bobinette cherra », réfère à Bobino et à sa petite sœur Bobinette.

### Un conte oriental
Diffusion : mercredi 11 novembre 1970, à 16:30
Fanfreluche est réduite à la taille d'une marionnette par un génie.  Celui-ci obéit aux ordres d'un sultan qui ne peut pas supporter que l'on prononce les mots "oui" ou "non".  Tous les coupables sont mis en prison et condamnés à mort.   Heureusement, une poire magique pourra arranger les choses.   La tête de cette marionnette a été fait à partir d’un moule en plasticine et sa tête est en pâte de bois. Elle est une réalisation de Pierre Régimbald et de Nicole Lapointe,. 

### Barbe Bleue
Diffusion : samedi 17 juillet 1971, à 11:00

### Aladin et la lampe merveilleuse
Diffusion : samedi 7 août 1971, à 11:00

### Blanche-Neige
Diffusion : mercredi 13 octobre 1971
C’est la vraie histoire de Blanche-Neige, mais cette fois, c’est Fanfreluche qui mange la pomme empoisonnée à la place de Blanche-Neige.  Heureusement pour Fanfreluche, le morceaux de pomme sort de sa bouche. Tout comme le récit orignal, à la fin de l'histoire, le prince charmant rejoint Blanche-Neige. Avec Louise Turcot (Blanche-Neige), Andrée St-Laurent (la reine), Michel Dumont (le prince charmant), Louise Matteau (voix des marionnettes), André Montmorency (voix du miroir et des marionnettes), Pierre Régimbald (marionnettiste), Gaétan Gladu (marionnettiste), Bernard Larin (marionnettiste) et Nicole Lapointe (marionnettiste).

### La Broderie de la princesse
Diffusion : mercredi 20 octobre 1971
Un roi promet son fils à la jeune fille du canton qui présentera le plus beau travail à l’aiguille. La princesse bien-aimée du prince n’est guère qualifié dans ce domaine.  Mais décide de broder une superbe tapisserie. Après avoir transformé précédemment sa fille en araignée, une vieille sorcière la transforme en la princesse tout en lui laissant ses dons d’araignée pour lui permettre de tisser la tapisserie.  Mais la fille de la sorcière a également gardé son goût pour les mouches ce qui la démasquera.  Au bout du compte, la princesse pourra marier le prince grâce à la tapisserie de l’araignée.  Avec Elizabeth Lesieur (la princesse), Julien Genay (le prince), Hélène Loiselle (la sorcière), Louise Matteau (la voix de l’araignée) et Pierre Régimbald (marionnettiste).

### Pinocchio chez Hansel et Gretel
Diffusion : mercredi 27 octobre 1971
Une bûche parlante est ramassée par un brave paysan nommé Gepetto.  Celui-ci la sculpte et en fait une marionnette qu’il baptise Pinocchio. Il en est très fier, mais Pinocchio a la bougeotte et part à l’aventure pour se retrouver entre les mains de la sorcière du conte Hansel et Gretel.  Heureusement, Fanfreluche arrivera à temps pour le sauver du feu. Avec Gaétan Labrèche (Gepetto), Louise Matteau (voix de Pinocchio et de Colombine), André Montmorency (voix de Pierrot et du Capitaine de gendarmerie), Jean-Louis Millette (voix d’Arlequin et la voix du poisson Glou-Glou), Denise Morelle (la sorcière et la voix de la poulpe) Pierre Régimbald (manupulatuer de Marionnette), Gaétan Gladu (manipulateur de marionnette) et Nicole Lapointe (manipulatrice de marionnette).  

### La Perle
Diffusion : mercredi 3 novembre 1971 
Une perle noire procure tous les pouvoirs à son possesseur mais fera le malheur de ceux qui l’entoure. Le Duc s’en empare et devient envoûté par la perle et transforme tous ses opposants en animaux marins.  Avec Robert Toupin (le Dauphin), Ghislaine Paradis (Marie-Anne), Jean Besré (le Duc: le cousin du Dauphin), Louise Matteau (voix d'un des animaux aquatiques), Andrée St-Laurent (voix d'un des animaux aquatiques), Pierre Régimbald (marionnettiste), Gaétan Gladu (marionnettiste), Bernard Larin (marionnettiste) et Nicole Lapointe (marionnettiste).

### L’Armoire de Fanfreluche
Diffusion : mercredi 10 novembre 1971, à 16:30

### Le Cordonnier des contes de fées
Diffusion : mercredi 17 novembre 1971, à 16:30 
Le cordonnier fabrique une dernière paire de souliers pour la princesse, qui doit venir pour un essayage.  Entre-temps, Jean Fainéant vient porter ses souliers de course à réparer. En retournant à son château enchanté, il croise la princesse qui demande à visiter son château.  Jean Fainéant, en profite pour séquestrer la princesse pour avoir quelqu’un pour faire tous ses travaux.  Avec Louise Turcot (la princesse), Jean-René Ouellet (le cordonnier), Marcel Sabourin (Jean Fainéant), Jean-Louis Millette (l’un des souliers de course), Louise Matteau (l’un des souliers de course), Pierre Régimbald (manipulateur de marionnette), et Nicole Lapointe (manipulatrice de marionnette).  

### Le Voilier de Fanfreluche
Diffusion : mercredi 24 novembre 1971
Fanfreluche dessine un voilier, puis s’embarque pour une grande aventure en mer en compagnie du Pirate Maboule. Advient une tempête qui les amènera sur la Voie Lactée. Ils y rencontreront une oie blanche. Avec Jacques Létourneau (le Pirate Maboule), Micheline Gérin (le perroquet) et Louise Matteau (l’oie blanche).  

### La Petite Hutte sur pattes de poule
Diffusion : le mercredi 1er décembre 1971
Fanfreluche passe par une petite hutte.  La sorcière, par ses pouvoirs magiques, l’amène à se plier à ses ordres. Pendant que Fanfreluche travaille, la sorcière se repose. Fanfreluche met un ruban au balai qui apprécie grandement.  La sorcière devient fâchée parce que Fanfreluche a nourri la souris et le chien. Pour punition, la sorcière transforme Fanfreluche en chat.  Elle réussit à se déprendre du sortilège mais pour s’enfuir, Fanfreluche aura recours aux présent de ces amis :  un mouchoir qui se transformera en un lac, une pierre qui se transformera en une montagne et un fagot qui se transformera en une forêt.  Dans cet épisode, nous retrouvons une souris qui sera reprise pour les personnages de l’émission Nic et Pic. Avec Hélène Loiselle (la sorcière  Baba Yaga (ou Baba-Yaga)), Louise Turcot (La souris), Jean-Louis Millette (Le chien et le balai), Pierre Régimbald (manipulateur de marionnette), et Nicole Lapointe (manipulatrice de marionnette). 
Pour fin de comparaison, comparer l'adaptation de ce conte avec le dessin animé datant de 1960 ayant pour titre Mr Piper and the Kindhearted girl.

### La Tortue de jade
Diffusion :  le mercredi 8 décembre 1971
Une mère et son fils, vivent paisiblement et pauvrement en cultivant des théiers.  Un jour, une tortue qui se transforme en fée leur laisse quelques bijoux que le fils va vendre au marché.  Mais on reconnaît les bijoux de la princesse qui a été enlevée, et on l’arrête aussitôt.  Fanfreluche réussit à le libérer et ensemble, ils libéreront la princesse du vil sorcier.  Avec Hubert Gagnon (Liu, Le fils), Monique Mercure (la mère de Liu), Louise Laprade (la voix de la tortue de jade et la princesse), Jean-Louis Millette (le seigneur Wong, le magicien), Pierre Régimbald (manipulateur de marionnette), et Nicole Lapointe (manipulatrice de marionnette).

## Source
- La Semaine à Radio-Canada
- Ici Radio-Canada - horaire de la télévision[17]